# Municipio de Henderson (condado de Huntingdon)
El municipio de Henderson (en inglés: Henderson Township) es un municipio ubicado en el condado de Huntingdon en el estado estadounidense de Pensilvania. En el año 2010 tenía una población de 933 habitantes.

## Geografía
El municipio de Henderson se encuentra ubicado en las coordenadas 40°29′00″N 77°57′59″O / 40.48333, -77.96639.

## Demografía
Según la Oficina del Censo en 2000 los ingresos medios por hogar en la localidad eran de $32,750 y los ingresos medios por familia eran de $35,417. Los hombres tenían unos ingresos medios de $32,045 frente a los $22,679 para las mujeres. La renta per cápita de la localidad era de $16,326. Alrededor del 8,1% de la población estaba por debajo del umbral de pobreza.